# Manden fra Panama
|  | Denne artikel er oprettet af botten PalnaBot ud fra en ekstern database. Den kan derfor have sproglige fejl eller mangler. Denne skabelon kan fjernes efter kontrol af indholdet. |

Manden fra Panama er en kortfilm instrueret af Sune Lykke Albinus efter manuskript af Teis Boysen Møller.

## Handling
På kanten af samfundet, for enden af havnen lever brødrene Fritz og Charles en stillestående tilværelse, indtil en fremmeds ankomst og et ildevarslende brev rusker op i skyldfølelse, skuffelser og vækker en svunden drøm til live.